# Xenopeltis unicolor
Xenopeltis unicolor är en ormart som beskrevs av Reinwardt 1827. Xenopeltis unicolor ingår i släktet Xenopeltis och familjen glansormar. Inga underarter finns listade i Catalogue of Life.
Denna orm förekommer i Sydostasien från sydöstra Kina och Myanmar över Andamanerna och Nikobarerna, Malackahalvön samt västra Filippinerna till Sulawesi och Java. Arten vistas i låglandet och i bergstrakter upp till 1300 meter över havet. Den kan anpassa sig till olika landskap som skogar, buskskogar, marskland, odlingsmark och människans samhällen. I bergstrakter hittas den vanligen i dalgångar nära vattendrag. Xenopeltis unicolor gömmer sig största delen av dagen i lövskiktet eller i den mjuka marken. Bara under natten och efter regn kommer den fram.
Xenopeltis unicolor når vanligen en längd omkring 1 meter. Påfallande är fjällens iridescens. Andra kännetecken är ett smalt huvud som inte är bredare än halsen och bålens främre del, stora fjällplattor på huvudets topp samt små ögon.
Arten jagar olika små ryggradsdjur som grodor, ödlor, andra ormar, marklevande fåglar och mindre däggdjur. Honan lägger cirka 10 ägg per tillfälle.
Xenopeltis unicolor fångas för skinnets skull (främst på Java och i Vietnam) och för att sälja den som terrariedjur. I Thailand är arten laglig skyddad. Internationella naturvårdsunionen kategoriserar arten globalt som livskraftig.

## Bildgalleri

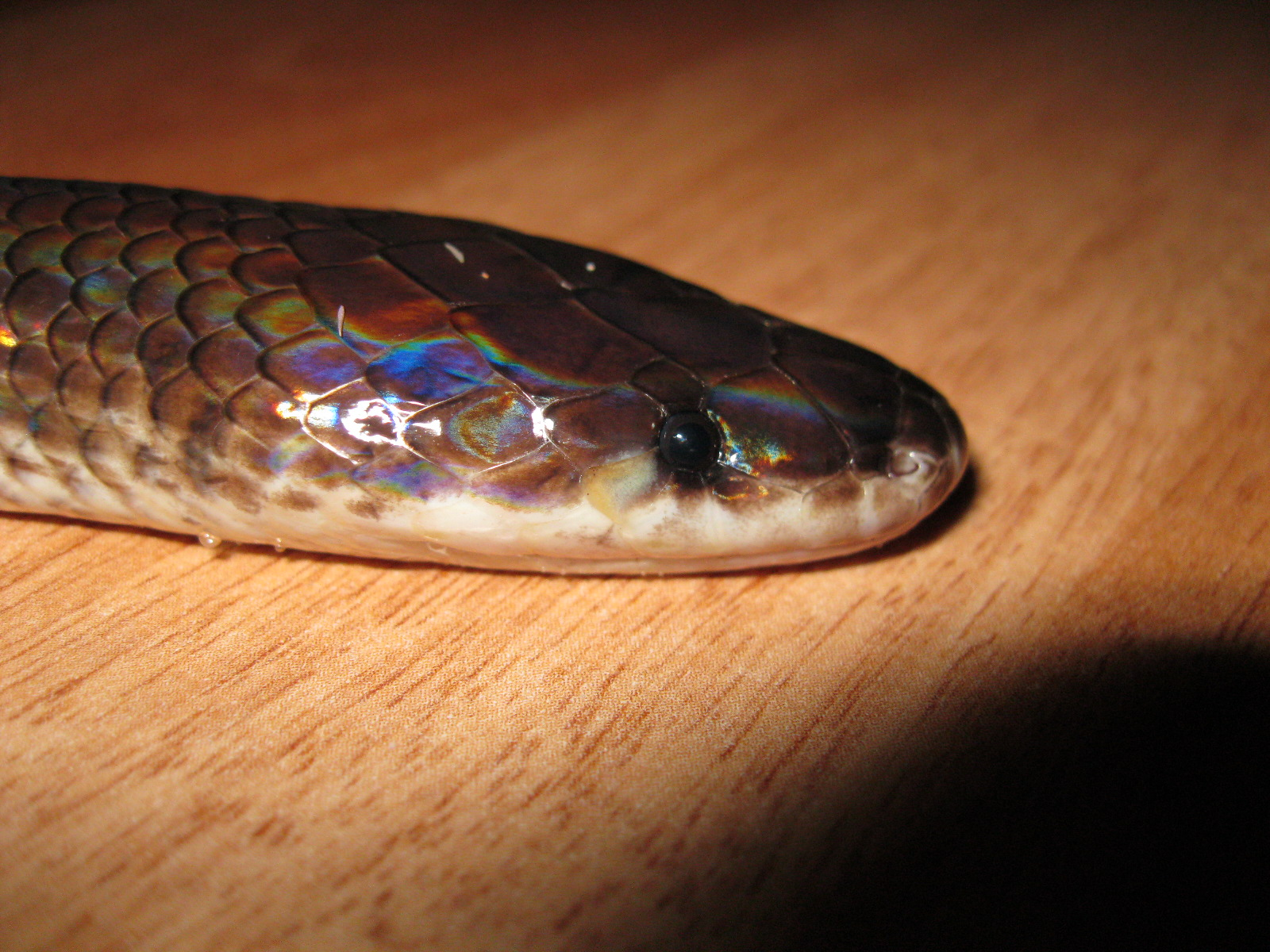
Närbild på huvudet
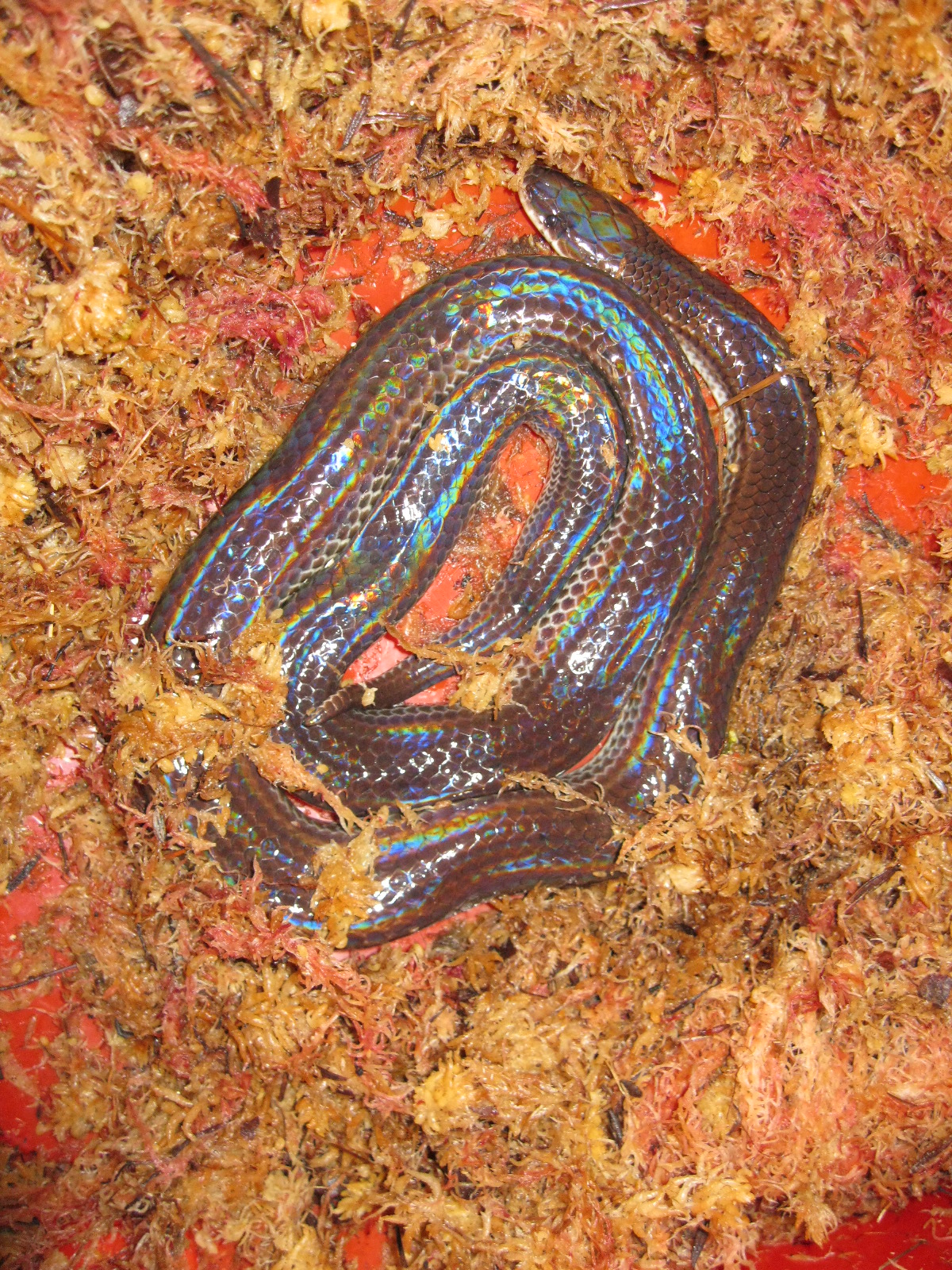